# 宮尾綾香
宮尾 綾香（みやお あやか、1983年8月29日 - ）は、日本の元プロボクサー。長野県更埴市（現千曲市）出身。第2代WBA女子世界ライトミニマム級王者。元WBA女子世界アトム級暫定王者。第3代IBF女子世界アトム級王者。右ボクサーファイター。身長153cm。

## 来歴
長野県屋代南高等学校、信州短期大学ではバスケットボール部に所属。ポジションはフォワード。
卒業後、K-1のアンディ・フグに影響され佐久市内の「明和心塊」でボクシングを始める。部活引退後に新しいスポーツを始めようとした時に、短大近くでジムを見つけたのがきっかけであった。

### JWBC
JWBCのライセンスを取得し、リングネームを「アヤカ」とする。2004年7月25日、佐久創造館で行われた明和心塊主催キックボクシング興行にて入江エリカ戦でプロデビューも引き分け。
9月18日、京都府立体育館にて入江とダイレクトリマッチを制し初勝利。
11月6日、佐久創造館でのJWBC興行で入江に連勝。
2006年4月30日、岡山オレンジホールにて池山直との日本ミニフライ級王座決定戦に挑むもTKOで敗退。
12月15日、新宿FACEにて久保真由美に0-2判定に屈し連敗。
2007年2月12日、新木場1stRINGにてジプシー・タエコと対戦し、1ダウンを奪って判定勝利。連敗を2で止めた。

#### 世界王座初挑戦
2007年4月3日、タイのクロムプレム中央刑務所にて、麻薬密売罪による懲役10年の刑に服役するシリポン・タウィスクとWBC女子ライトフライ級のタイトルマッチに挑むも敗退。この試合には本名・宮尾綾香で出場した。現地では「ファイティング・エンゼル」の異名を受ける。
6月24日、新宿FACEにて後にWBA女子世界スーパーフライ級王者となるツナミと対戦、2回KO負け。
JWBC時代の戦績は4勝4敗2分だった。

### JBC
2008年に大橋ボクシングジムへ移籍。7月23日にJBCプロテストを受験し、合格。JBCではリングネームは使わず本名で出場する。大橋秀行会長は「ハートの強さはボクサー向き。川嶋に続く世界王者誕生を期待している」（当時は八重樫東の世界王座奪取前）とコメント。
9月29日、後楽園ホールにて対西田久美子戦でJBCデビュー。元世界ランカーのJBCデビュー同士となった対戦を2-1の僅差判定で制する。
以後3連勝を飾るが、2010年2月5日、横浜文化体育館にて後のIBF女子世界ライトフライ級王者柴田直子相手に0-3判定でJBC初の敗戦。
しかし2010年9月24日、田中奈浦子に勝利して再び連勝。2011年4月21日には伊藤まみからJWBC・JBC通じて初のKO勝利を奪う。
2012年2月19日、敵地・大阪のよみうり文化ホールで秋田屋まさえとWBAライトミニマム級世界王座次期挑戦権を懸けて対戦。2Rにダウンを奪われたものの判定勝利。

#### WBA女子ライトミニマム級（現アトム級）王座

##### 世界王座奪取
9月16日に大阪で安藤麻里とのタイトルマッチに挑み、3-0判定で世界王座奪取に成功。大橋ジムから初の女子世界王者誕生となった。

##### 世界王座初防衛
初防衛戦は2013年2月26日に後楽園で12位の秋田屋まさえとのリマッチとなった。また、この試合は翌27日深夜（28日未明）に原隆二の日本王座防衛戦と合わせてTBSの地上波放送枠「ガッツファイティング」で録画放送される。なお、TBS地上波での女子ボクシング中継は2011年7月13日放送のWBC女子世界ユースアトム級王座決定戦、黒木優子VSノンキャット・ロングレンギーラコンケーン以来（CSのTBSチャンネル2では水谷智佳のノンタイトルを放送済）、女子世界戦の地上波放送は2009年3月1日にテレ玉で放送されたWBA女子世界スーパーフライ級タイトルマッチ、張喜燕VS天海ツナミ、キー局に限れば2008年12月9日のフジテレビ「ダイヤモンドグローブ」WBC女子世界暫定ライトフライ級タイトルマッチ、富樫直美VS菊地奈々子（CSの録画放送）以来2年2ヶ月ぶりとなる（一部マスコミで「女子ボクシング地上波初放送」と報じられていたが、誤報である）。前日計量には大橋会長の指令を受け、当時勤務していたプールで着用していた競泳水着を使用した。
試合は3回と4回に偶然のバッティングがあった激しい試合となり1分間のロスタイムも設けられたが、6回終了直前にダウンを奪い3-0判定で初防衛に成功した。

##### 2度目の防衛
2度の目防衛戦は6月24日に前王者安藤麻里と再戦。距離を保ちながらポイントを稼ぎ、3-0（3者とも97-93）の判定で勝利し、2度目の防衛に成功した。この試合も前回同様TBSで録画中継された。

##### 3度目の防衛
3度目の防衛戦は11月28日に1位のグレッツェン・アバニエルとの指名試合になると発表された。試合は3-0判定で勝利し3度目の防衛に成功。大橋会長含め大橋ジム所属世界王者で3度の防衛を果たしたのは宮尾が初めてだった。

##### 4度目の防衛
4度目の防衛戦は2014年3月3日の「G Legend 6」にて5位のブアンゲルン・ワンソンチャイジムと対戦。5回に相手をコーナーでテンカウントを聞かせ2度目のKO勝利で4度目の防衛に成功。
8月7日にヨクファー・モー・クルンテープトンブリとの46.5kg契約のノンタイトル。8回1分39秒レフェリーストップTKOで勝利。

##### 5度目の防衛
10月25日、地元千曲市の戸倉体育館にて12位の西村聡美（折尾）相手に5度目の防衛戦を行う。当初予定されていた相手が変更になったが、最終10回にKOを奪い5度目の防衛成功。
2015年の初戦は3月5日、ABCO女子アトム級王者神田桃子（勝又）と現役世界チャンピオンとしては異例の6回戦。試合は3-0の判定で勝利。

##### WBCとの王座統一戦・王座陥落
2015年10月22日、WBC女子世界アトム級王者、小関桃（青木）との王座統一戦を行う。なお、アトム級は名称が違うだけでリミットは同じである。女子ボクシングの2団体同級世界王座統一戦は国内初となる。試合は1回でダウンを奪ったが、特別ルールで5回終了後に設定された公開採点でタイに戻されてしまい、0-3（94-95、2者が93-96）の判定で約5年9か月ぶりの敗戦を喫し王座から陥落した。この試合はフジテレビ「BOXINGフェニックスバトル」として放送された。

#### 再起戦
2016年4月10日、埼玉県草加市の草加市文化会館ホールにて世界王座挑戦歴を有するクリカノック・アイランドムエタイ相手再起戦を行い、4回1分10秒TKOで勝利し再起を果たした。

#### 移籍・世界再挑戦
2016年9月8日、ワタナベボクシングジムへ移籍したことを発表した。
12月13日、移籍初戦として後楽園ホールにてWBO女子世界アトム級王者池山直に挑戦。10年ぶりの再戦となったが6回にスリップダウンした際に足を負傷、立ち上がって試合に戻るも王者の攻撃を受けてダウンしそのままTKOで返り討ちにされた。右膝前十字靭帯断裂と診断され、手術から長いリハビリに入った。

#### 1年半ぶりの復帰戦
2018年6月7日、後楽園ホールにて開催された「DANGAN」で小関桃が持つWBC女子世界アトム級王座に挑戦した経験を有するアイサー・アリコと47.0キロ契約6回戦を行い、4回1分17秒TKO勝ちを収め1年半ぶりの復帰戦を飾った。

#### 暫定王座獲得
2018年11月20日、後楽園ホールで開催された「Victoriva vol.3」で元WBO女子世界アトム級王者の池山直とWBA女子世界アトム級暫定王座決定戦を行い、3-0（97-92×2、96-93）で判定勝ちを収め、王座を獲得した。

##### WBA正規王座との統一戦
2019年9月12日、後楽園ホールで開催された「Victoriva」でWBA女子世界アトム級正規王者モンセラット・アラルコンとWBA女子世界アトム級王座統一戦を行い、1-2（92-98、94-96、96-94）で判定負けを喫して、宮尾が保持していた暫定王座はアラルコンの持つ正規王座に吸収される形で消滅し王座統一はならなかった。

#### 世界再挑戦
2020年1月28日、後楽園ホールにて多田悦子とWBO女子世界ミニマム級王座決定戦を行い、1-1（96-94、94-96、95-95）で三者三様のドローに終わり、王座獲得に失敗。
9月27日、ベトナムにてWBO女子アジア太平洋王者グエン・ティ・トゥ・ニとのWBO女子世界ミニマム級王座決定戦の実施が発表されたが、新型コロナウイルス感染拡大の影響により出入国制限のため延期となり、協議を重ねた結果、多田との再戦に変更された。
12月3日、後楽園ホールで多田と再戦。9回早々、前に出たところに多田の左カウンターが炸裂し、前のめりに倒され即ストップとなり、9回8秒TKO負けを喫し、王座獲得に失敗した。
2021年9月22日、後楽園ホールにて日本女子アトム級王者長井香織と47kg契約ノンタイトル8回戦を行い、3-0判定により2年10か月ぶりの勝利で再起を果たした。

#### IBF女子アトム級王座
2022年2月25日、後楽園ホールでの「Victoriva8」にて前王者花形冴美の引退による返上で空位となったIBF女子世界アトム級王座決定戦として松田恵里と対戦。2-0（96-94×2、95-95）の判定で勝利し、3度目の世界王座奪取に成功。

##### 王座陥落・引退
9月1日、「Queens Crest2022」にて同じく39歳の前WBO女子王者岩川美花を相手に初防衛戦。しかし、0-3（94-96×3）の判定で敗れ初防衛はならなかった。
10月25日、Instagram上で現役引退を表明し、12月1日に後楽園ホールで引退式を行うことを発表した。セレモニーでは試合用コスチュームでリングインし、挨拶とともに現役時代に取得した鍼灸師をセカンドキャリアとすることを表明した。

### 引退後
2023年3月30日の「Victoriva11」にて解説デビュー。
6月3日、千葉県松戸市にFitness Boxing Gym RPGをオープンすることと、2016年12月より担当トレーナーだった梅津宏治との結婚を発表した。

## 人物
- かつて所属した大橋ボクシングジムの会長である大橋秀行より「ボクシング界の上戸彩」の異名を授かる[51]。世界王座初奪取時は上戸彩が結婚を発表した直後であったため、自らも「本物の上戸彩さんも幸せでしょうけど、私も幸せです」と意識したコメントを発している[2]。また、日本プロボクシング協会会長も務めていた当時の大橋は宮尾をアイコンにして女子ボクシングを広めようとしていた[52]。
- 2009年12月4日に放送された「笑っていいとも!」（フジテレビ）のオープニングコーナー「こう見えて私…ギャップさん大集合」に「こう見えても私プロボクサーです」というギャップの持ち主として出演した。また、モデルに複数回スカウトされたこともある[5]。
- 以前はパチンコ店や横浜市西スポーツセンターのプールで監視員、フィットネスインストラクターとしてアルバイトをしながらトレーニングをしていた[2][51][53][54]。2021年7月以降はスポンサーから「競技に集中したほうがいい。サポートしていく」と言われほぼ競技に専念している[55]。
- JBCデビュー当時は長めのスリットが入ったトランクスをトレードマークとしていた[56]。
- 試合にはコーンロウヘアで挑むことがあり、世界王座を初奪取した試合もその髪型であった[57]。
- ジムの同僚である元WBA世界ミニマム級王者・八重樫東と「男女スパー」を世界挑戦前に敢行した[58]。
- 元東北楽天ゴールデンイーグルスの聖澤諒は2年後輩ながら中学まで一緒であり、互いにプロとなってからも交流が続いている[59]。
- 好きなテレビ番組は初防衛戦の中継局でもあるTBSの「みのもんたの朝ズバッ!」[60]。仕事場では番組を見ながら準備をするのが日課だという[61]。初防衛戦の模様が番組で紹介されると、「次の防衛戦に勝ったら、みのさんに会いたいです」と出演をアピールした[61][62]。
- 2011年5月27日放送の「ギネス世界記録の美女100人」（日本テレビ）にて、ファステストパンチ（1分間で何回パンチができるかを競う競技）で556回をマークし、ギネス世界記録に認定された[63]。
- 2013年より鍼灸師の国家資格を取得するために専門学校へ入学し、3年で資格を取得した[54]。
- 2017年3月、地元千曲市からB.LEAGUEに参戦する男子プロバスケットボールクラブ、信州ブレイブウォリアーズPR大使「ウォリバサダー」に就任[64]。
- 大の動物好きで休みの日には水族館や動物園によく足を運ぶ[3]。

## 戦績
- JBC公認前: 10戦 4勝 4敗 2分
- JBC: 28戦 20勝 6KO 6敗 1分

| 戦           | 日付           | 勝敗 | 時間     | 内容    | 対戦相手                               | 国籍       | 備考                                      |
| ------------ | -------------- | ---- | -------- | ------- | -------------------------------------- | ---------- | ----------------------------------------- |
| 1            | 2004年7月25日  | △    | 4R       | 判定0-1 | 入江エリカ(山木)                       | 日本       | プロデビュー戦                            |
| 2            | 2004年9月18日  | ☆    | 4R       | 判定3-0 | 入江エリカ(山木)                       | 日本       |                                           |
| 3            | 2004年11月6日  | ☆    | 4R       | 判定3-0 | 入江エリカ(山木)                       | 日本       |                                           |
| 4            | 2005年6月12日  | ☆    | 4R       | 判定2-1 | 森山晶(フジワラ)                       | 日本       |                                           |
| 5            | 2005年10月16日 | △    | 4R       | 判定0-1 | えっちゃん(八木橋)                     | 日本       |                                           |
| 6            | 2006年4月30日  | ★    | 4R 2:00  | TKO     | 池山直(フジワラ)                       | 日本       | 日本ミニフライ級王座決定戦                |
| 7            | 2006年12月15日 | ★    | 4R       | 判定0-2 | 久保真由美(鴨居)                       | 日本       |                                           |
| 8            | 2007年2月12日  | ☆    | 4R       | 判定3-0 | ジプシー・タエコ(ジプシー)             | 日本       |                                           |
| 9            | 2007年4月3日   | ★    | 10R      | 判定0-3 | シリポン・タウィスク                   | タイ       | WBC女子世界ライトフライ級タイトルマッチ   |
| 10           | 2007年6月24日  | ★    | 2R 1:17  | KO      | ツナミ(山木)                           | 日本       |                                           |
| 11           | 2008年9月29日  | ☆    | 4R       | 判定2-1 | 西田久美子(マナベ)                     | 日本       |                                           |
| 12           | 2008年12月10日 | ☆    | 4R       | 判定3-0 | 相川周子(ワールドスポーツ)             | 日本       |                                           |
| 13           | 2009年3月17日  | ☆    | 4R       | 判定3-0 | 伊藤まみ(イマオカ)                     | 日本       |                                           |
| 14           | 2010年2月5日   | ★    | 4R       | 判定0-3 | 柴田直子(ワールドスポーツ)             | 日本       |                                           |
| 15           | 2010年9月24日  | ☆    | 4R       | 判定3-0 | 田中奈浦子(フュチュール)               | 日本       |                                           |
| 16           | 2010年12月15日 | ☆    | 4R       | 判定3-0 | 小林悠梨(グリーンツダ)                 | 日本       |                                           |
| 17           | 2011年4月21日  | ☆    | 6R 1:15  | TKO     | 伊藤まみ(イマオカ)                     | 日本       |                                           |
| 18           | 2011年7月11日  | ☆    | 6R       | 判定3-0 | 小田美佳(宮田)                         | 日本       |                                           |
| 19           | 2012年2月19日  | ☆    | 8R       | 判定3-0 | 秋田屋まさえ(ワイルドビート)           | 日本       |                                           |
| 20           | 2012年9月16日  | ☆    | 10R      | 判定3-0 | 安藤麻里(フュチュール)                 | 日本       | WBA女子世界ライトミニマム級タイトルマッチ |
| 21           | 2013年2月26日  | ☆    | 10R      | 判定3-0 | 秋田屋まさえ(ワイルドビート)           | 日本       | WBA防衛1                                  |
| 22           | 2013年6月24日  | ☆    | 10R      | 判定3-0 | 安藤麻里(フュチュール)                 | 日本       | WBA防衛2                                  |
| 23           | 2013年11月28日 | ☆    | 10R      | 判定3-0 | グレッツェン・アバニエル               | フィリピン | WBA防衛3                                  |
| 24           | 2014年3月3日   | ☆    | 5R 1:30  | KO      | ブアンゲルン・ワンソンチャイジム       | タイ       | WBA防衛4                                  |
| 25           | 2014年8月7日   | ☆    | 8R 1:39  | TKO     | ヨクファー・モー・クルンテープトンブリ | タイ       |                                           |
| 26           | 2014年10月25日 | ☆    | 10R 1:58 | KO      | 西村聡美(折尾)                         | 日本       | WBA防衛5                                  |
| 27           | 2015年3月5日   | ☆    | 6R       | 判定3-0 | 神田桃子(勝又)                         | 日本       |                                           |
| 28           | 2015年10月22日 | ★    | 10R      | 判定0-3 | 小関桃(青木)                           | 日本       | WBA・WBC王座統一戦 WBA陥落                |
| 29           | 2016年4月10日  | ☆    | 4R 1:10  | TKO     | クリカノック・アイランドムエタイ       | タイ       |                                           |
| 30           | 2016年12月13日 | ★    | 6R 0:36  | TKO     | 池山直(フュチュール)                   | 日本       | WBO女子世界アトム級タイトルマッチ         |
| 31           | 2018年6月7日   | ☆    | 4R 1:17  | TKO     | アイサー・アリコ                       | フィリピン |                                           |
| 32           | 2018年11月20日 | ☆    | 10R      | 判定3-0 | 池山直(フュチュール)                   | 日本       | WBA女子世界アトム級暫定王座決定戦         |
| 33           | 2019年9月12日  | ★    | 10R      | 判定1-2 | モンセラット・アラルコン               | メキシコ   | WBA女子世界アトム級王座統一戦 WBA暫定陥落 |
| 34           | 2020年1月28日  | △    | 10R      | 判定1-1 | 多田悦子(真正)                         | 日本       | WBO女子世界ミニマム級王座決定戦           |
| 35           | 2020年12月3日  | ★    | 9R 0:08  | TKO     | 多田悦子(真正)                         | 日本       | WBO女子世界ミニマム級王座決定戦           |
| 36           | 2021年9月22日  | ☆    | 8R       | 判定3-0 | 長井香織(真正)                         | 日本       |                                           |
| 37           | 2022年2月25日  | ☆    | 10R      | 判定2-0 | 松田恵里(TEAM10COUNT)                  | 日本       | IBF女子世界アトム級王座決定戦             |
| 38           | 2022年9月1日   | ★    | 10R      | 判定0-3 | 岩川美花(姫路木下)                     | 日本       | IBF陥落                                   |
| テンプレート |                |      |          |         |                                        |            |                                           |

## 獲得タイトル
- 第2代WBA女子世界ライトミニマム級王座（防衛5）
- WBA女子世界アトム級暫定王座（防衛0）
- 第3代IBF女子世界アトム級王座（防衛0）